# Зархі Олександр Григорович
Олександр Григорович Зархі (5 (18) лютого 1908, Санкт-Петербург, Російська імперія — 27 січня 1997, Москва, Росія) — російський радянський драматург, кінорежисер, сценарист. Народний артист СРСР (1969), Герой Соціалістичної Праці (1978). Лауреат двох Сталінських премій (1941, 1946).

## Біографія
В 1927 у закінчив Ленінградський технікум екранного мистецтва. В 1927–1928 рр. навчався в Ленінградському Пролеткульті на кіновідділенні. Починаючи з 1929 року працював спільно з Йосипом Хейфицом на ленінградській кінофабриці «Совкіно» (нині «Ленфільм»). В 1930 і 1931 роках 1-я комсомольська постановочна бригада фабрики «Совкіно» випустила перші їхні спільні фільми «Вітер в обличчя» і «Полудень». Працював на кіностудіях Ташкента, Тбілісі, Баку, Мінська. З 1955 року — режисер к/с «Мосфільм».
Член Спілки письменників СРСР (1947). Член СК СРСР (1957).
Похований в Москві на Новодівичому кладовищі (ділянка № 10).

## Фільмографія
Спільно з Йосипом Хейфицем
- 1930 — Вітер в обличчя
- 1931 — Полудень
- 1933 — Моя Батьківщина
- 1935 — Гарячі днинки
- 1936 — Депутат Балтики
- 1939 — Член уряду
- 1942 — Його звуть Сухе-Батор
- 1944 — Малахов курган (спільно з Семеном Дерев'янським)
- 1946 — В ім'я життя
- 1948 — Дорогоцінні зерна
- 1950 — Вогні Баку (спільно з Р. А. Тахмасібом)

- 1952 — Павлинка
- 1955 — Нестерка
- 1957 — Висота
- 1959 — Люди на мосту
- 1962 — Мій молодший брат
- 1967 — Анна Кареніна
- 1973 — Міста і роки
- 1976 — Повість про невідомого актора
- 1980 — Двадцять шість днів із життя Достоєвського
- 1986 — Чичерін (спільно з Миколою Парфьоновим)

## Визнання і нагороди
- Міжнародна виставка декоративних мистецтв в Париж е (1937, Гран-прі, фільм «Депутат Балтики»)
- Сталінська премія другого ступеня (1941) — за фільм «Депутат Балтики» (1936)
- Венеціанський кінофестиваль (1946, Латунная медаль за фільм «Депутат Балтики»)
- Сталінська премія першого ступеня (1946) — за фільм «Розгром Японії» (1945)
- Кінофестиваль у Карлових Варах (1957, Головний приз, фільм «Висота» (1957)
- Міжнародний кінофестиваль в рамках VI Всесвітнього фестивалю молоді і студентів (1957, Золота медаль, фільм «Висота»)
- Всесоюзний кінофестиваль (1958, Особливий приз, фільм «Висота»)
- Народний артист СРСР (1969)
- Герой Соціалістичної Праці (1978)
- Орден Леніна (1978)
- Три ордена Трудового Червоного Прапора.